# Nabelschweine
Die Nabelschweine, neuweltlichen Schweine oder Pekaris (Tayassuidae) bilden eine mit den Echten oder altweltlichen Schweinen eng verwandte Familie der Paarhufer. Der Name Pekari entstammt der Sprache der brasilianischen Tupi-Indianer und bedeutet in etwa „Tier, das viele Wege durch den Wald macht“.

## Merkmale

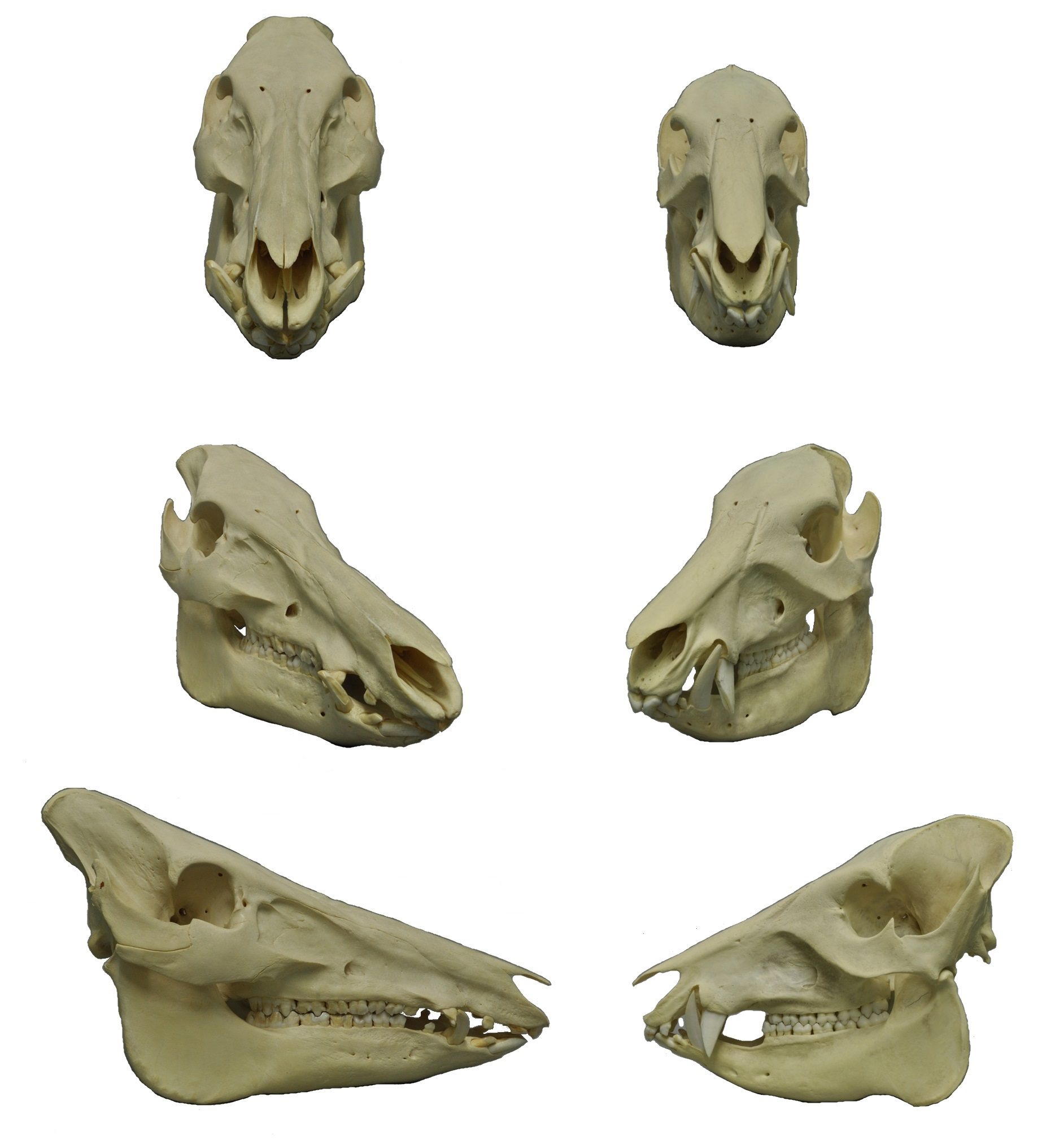
Schädel eines Wildschweins (links) und eines Weißbartpekaris (rechts) im Vergleich

Äußerlich ähneln Pekaris den altweltlichen Schweinen. Den Namen Nabelschweine tragen sie nach einer Hauteinstülpung mit einer großen, von Haaren verborgenen Drüse im hinteren Drittel des Rückens, aus der ein moschusartiges Sekret verspritzt werden kann. Insbesondere Weißbartpekaris verbreiten damit einen starken Geruch. Während die grobe Körperform und die Beschaffenheit des Rüssels eindeutig schweineartig sind, haben Pekaris eine große Anzahl von Merkmalen, die sie als eigene Familie ausweisen: Sie haben schlanke, lange Beine; der kurze Schwanz enthält sechs bis neun (statt 20–23) Wirbel; die Mittelzehen sind wie bei Wiederkäuern miteinander verschmolzen; die Eckzähne sind kürzer und ragen nicht als Hauer aus dem Maul, sind aber sehr wohl zu dolchartigen Waffen ausgebildet. Wegen ihrer Kraft können sie damit sogar ihren natürlichen Feinden, Jaguar und Puma, gefährlich werden. Weißbartpekaris treten in Rotten von bis zu 300, Halsbandpekaris bis zu 20 Tieren auf.

## Verbreitung

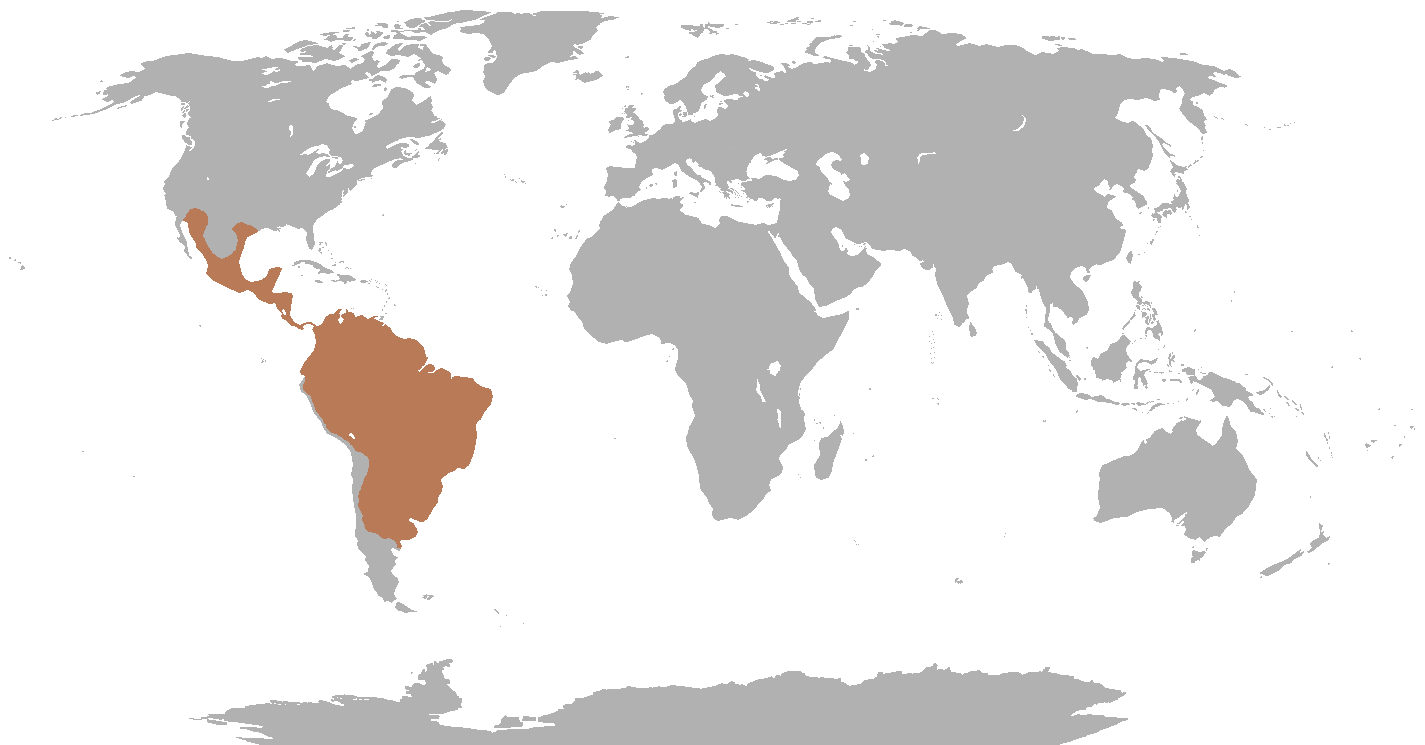
Das Verbreitungsgebiet der Pekaris

Pekaris leben hauptsächlich in Süd- und Mittelamerika; auch der Südwesten der USA zählt zu ihrem Verbreitungsgebiet. Sie waren einst ganz von den echten Schweinen getrennt; inzwischen sind jedoch Wildschweine und verwilderte Hausschweine in Nordamerika ausgesetzt worden und machen den Nabelschweinen den Lebensraum streitig.
Zur Nahrung dienen den Pekaris Knollen, Gräser, Samen, kleine Tiere, Eier und Früchte. Wild lebende Pekaris durchwühlen bisweilen auch landwirtschaftlich genutzte Felder.

## Parasiten
Eine nur bei Nabelschweinen vorkommende Tierlaus ist Pecaroecus javalii.

## Systematik

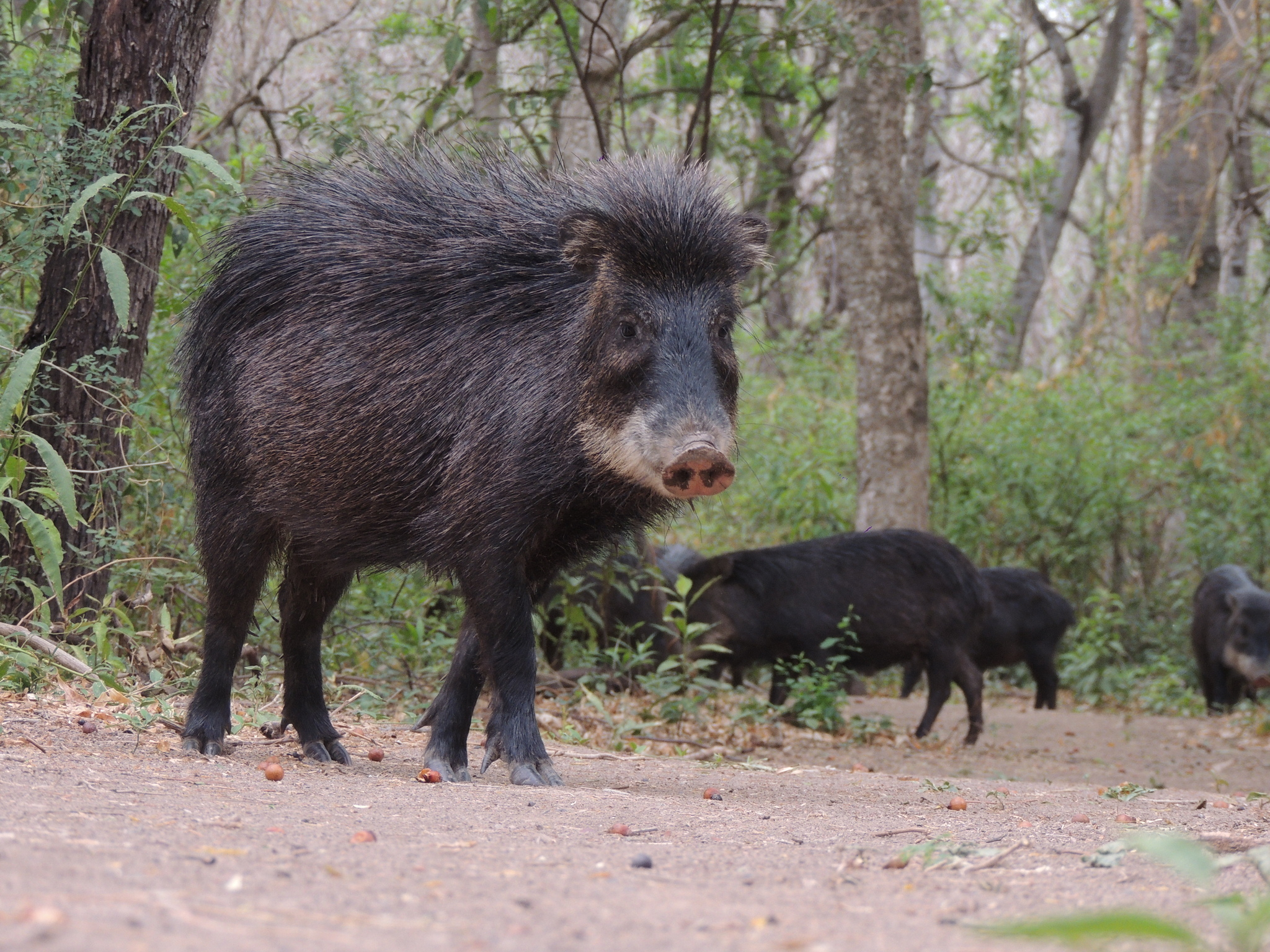
Weißbartpekari

Heute werden die drei Pekari-Arten meistens auf drei Gattungen aufgeteilt:
- Weißbartpekari (Tayassu pecari)
- Halsbandpekari (Pecari tajacu bzw. Dicotyles tajacu)[2]
- Chaco-Pekari (Catagonus wagneri bzw. Platygonus wagneri)[3]

Weißbart- und Halsbandpekari werden manchmal auch beide der gemeinsamen Gattung Tayassu zugeordnet.
Im Juni 2004 wurde am Rio Aripuanã in Brasilien vom niederländischen Biologen Marc van Roosmalen eine vierte Pekari-Art beschrieben, das Riesenpekari. Es wäre mit 1,34 m Länge und 40 kg Gewicht das größte aller Nabelschweine. 2007 wurde es wissenschaftlich beschrieben und erhielt den Namen Pecari maximus. Die Art ist taxonomisch umstritten. Nach einer genetischen Untersuchung aus dem Jahr 2011 ist sie nicht von Pecari tajacu zu unterscheiden und wurde mit dieser Art synonymisiert. Dem sind die meisten späteren Bearbeiter gefolgt.

## Fossilbeleg

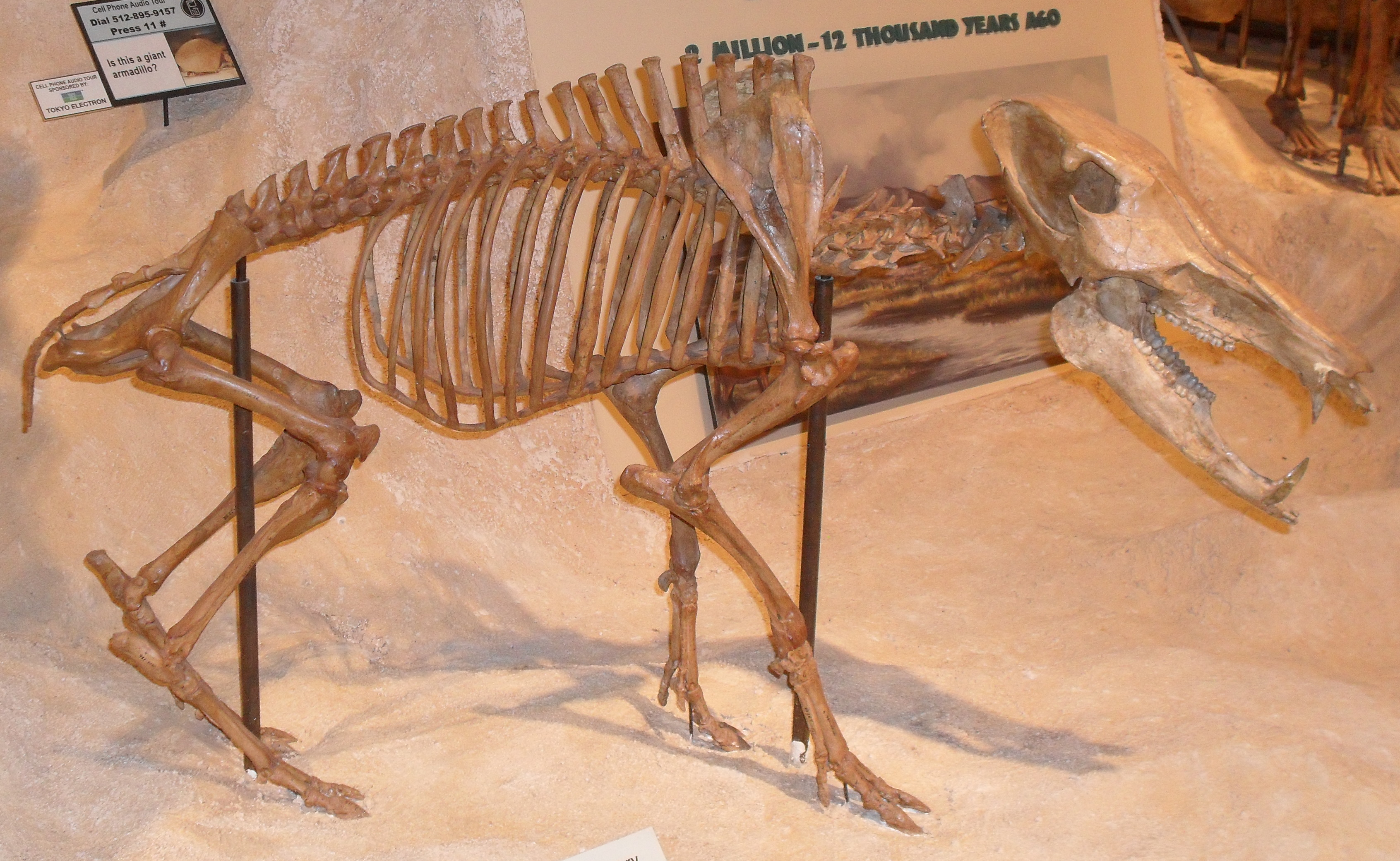
Mylohyus nasutus

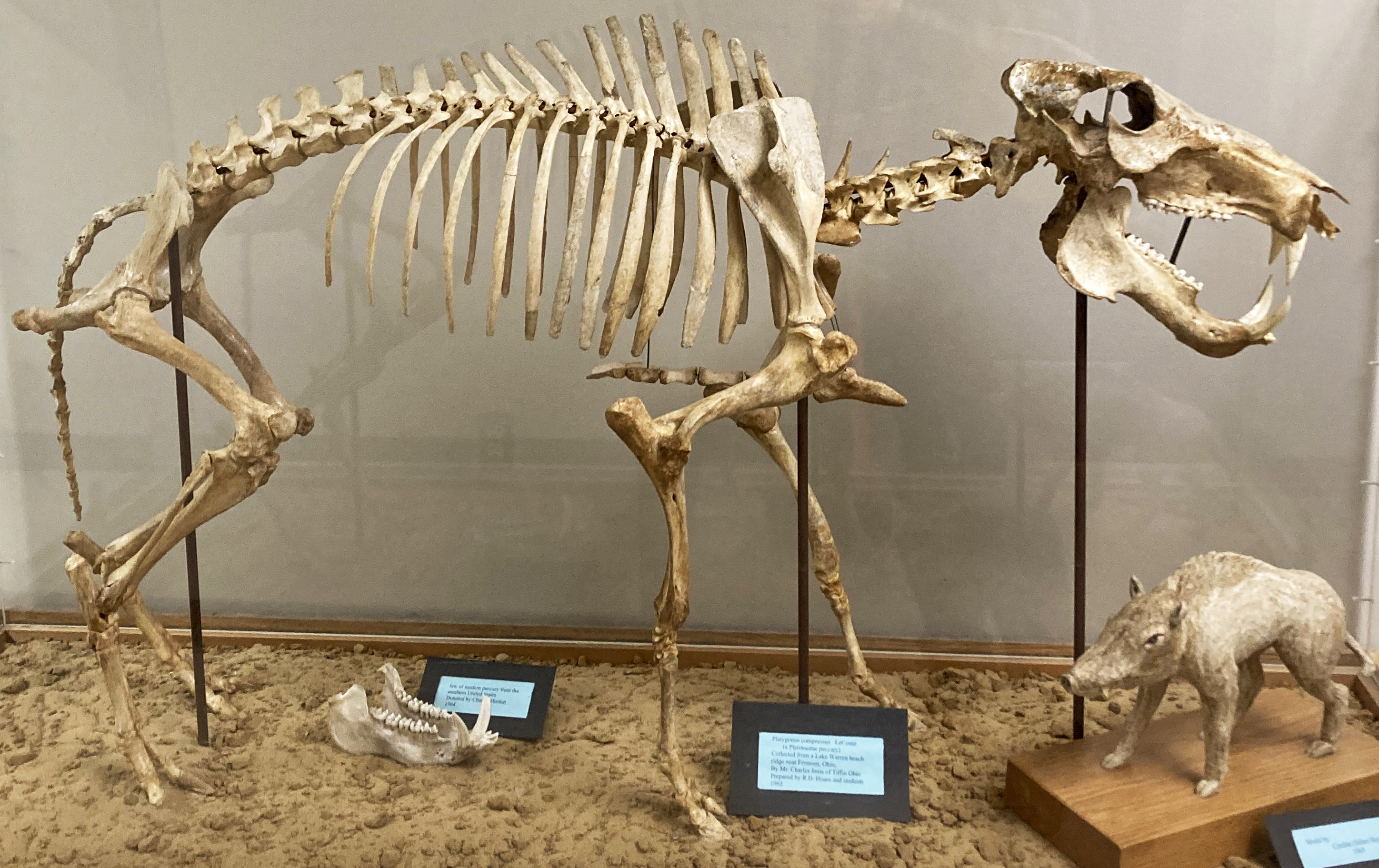
Platygonus compressus

Neben den rezenten Pekaris wurden auch verschiedene ausgestorbene Pekarigattungen und Arten beschrieben. Fossilien der Familie wurden auf dem gesamten amerikanischen Kontinent in relativ großer Zahl gefunden. Eine basale Stellung als Schwestergruppe aller übrigen Pekaris hat Dyseohyus aus dem mittleren Miozän. Weitere Pekarigattungen (Desmathyus, Hesperhys, Lucashyus, Stuckyhyus und Wrigthtohyus) aus dem Miozän wurden in eine eigene Unterfamilie gestellt, die Hesperinae. Prosthennops ebenfalls aus dem mittleren Miozän gehört schon zur Unterfamilie Tayassuinae, zu der auch die rezenten Pekaris gehören. Ebenfalls in die Tayassuinae gestellt werden Macrogenis (mittleres bis spätes Miozän), Skynnerhyus (spätes Miozän), Mylohyus (mittleres Miozän bis Pleistozän) und Platygonus (Pliozän bis mittleres Pleistozän). Protherohyus brachydontus, ein naher Verwandter des Chaco-Pekaris, lebte im mittleren Miozän.

## Nutzung
Für die kommerzielle Verwertung ist insbesondere das Pekari-Leder bekannt. Dieses gilt als ausgesprochen geschmeidig, haltbar und wärmend. Es wird beispielsweise zur Herstellung hochwertiger Lederhandschuhe verwendet. Pekarifleisch gilt als besonders wohlschmeckend und wird traditionell von vielen im Amazonas-Gebiet lebenden indigenen Völkern und Siedlern verzehrt.